# Eupristina rehmani
Eupristina rehmani is een vliesvleugelig insect uit de familie vijgenwespen (Agaonidae). De wetenschappelijke naam is voor het eerst geldig gepubliceerd in 1999 door Priyadarsanan.